# Прінс-Дезір Гуано
Прінс-Дезір Гуано (фр. Prince-Désir Gouano, нар. 24 грудня 1993, Париж) — французький футболіст, захисник клубу «Ріу-Аве» та молодіжної збірної Франції.

## Клубна кар'єра
Народився 24 грудня 1993 року в місті Париж. Розпочав займатись футболом 2002 року у школі CFF Paris, з якої перебрався 2007 року в академію «Гавра».
У дорослому футболі дебютував 2010 року виступами за «Гавр», в якій провів один сезон, проте за основну команду в Лізі 2 зіграв лише один матч, вийшовши на заміну за 5 хвилин до кінця гри. Здебільшого виступав за другу команду в аматорському чемпіонаті, зігравши в 12 матчах.
В серпні 2011 року перейшов в італійський «Ювентус», проте протягом наступного сезону знову виступав виключно за другу команду (11 матчів), після чого був відданий в оренду до кінця року в клуб Серії В «Віртус Ланчано». Другу половину сезону провів в оренді в іншому клубі Серії В «Віченці», проте в жодній з двох команд закріпитись так і не зумів.
Влітку 2013 року футболіст перейшов в «Аталанту», проте майже відразу і тут був відданий в оренду. Цього разу в нідерландський «Валвейк», у складі якого нарешті зміг закріпитись в основному складі і зіграти протягом сезону у 20 матчах Ередивізі. Влітку 2014 року, після завершення оренди, зразу був відданий в оренду в «Ріу-Аве», де також став гравцем основного складу. Відтоді встиг відіграти за клуб з Віла-ду-Конді 3 матчі в національному чемпіонаті.

## Виступи за збірні
2010 року дебютував у складі юнацької збірної Франції, взяв участь у 11 іграх на юнацькому рівні, відзначившись 2 забитими голами.
Протягом 2012–2013 років залучався до складу молодіжної збірної Франції. На молодіжному рівні зіграв у 2 офіційних матчах.